# Parco Naturale dello Sciliar - Catinaccio
Parco Naturale dello Sciliar - Catinaccio este o arie protejată (arie specială de conservare — SAC, sit de importanță comunitară — SCI, arie de protecție specială avifaunistică — SPA) din Italia întinsă pe o suprafață de 7.292 ha, integral pe uscat.

## Localizare
Centrul sitului Parco Naturale dello Sciliar - Catinaccio este situat la coordonatele 46°29′54″N 11°35′03″E / 46.4983°N 11.5842°E.

## Înființare
Situl Parco Naturale dello Sciliar - Catinaccio a fost declarat sit de importanță comunitară în septembrie 1995 pentru a proteja 3 specii de plante și 23 de specii de animale. Alte tipuri de protecție:
- arie de protecție specială avifaunistică (în august 2000)[4]
- arie specială de conservare (în noiembrie 2016)[3][5][6]

## Biodiversitate
Situată în ecoregiunea alpină, aria protejată conține 18 habitate naturale: Fânețe de joasă altitudine (Alopecurus pratensis, Sanguisorba officinalis), Mlaștini alcaline, Fânețe montane, Mlaștini împădurite, Tufărișuri cu Pinus mugo și Rhododendron hirsutum (Mugo-Rhododendretum hirsuti), Râuri de munte și vegetația lor lemnoasă cu Salix elaeagnos, Pajiști alpine și subalpine calcaroase, Păduri alpine de Larix decidua și/sau Pinus cembra, Păduri acidofile de Picea de la nivel montan la nivel alpin (Vaccinio-Piceetea), Grohotișuri calcaroase și de șisturi calcaroase de la nivelul montan până la nivelul alpin (Thlaspietea rotundifolii), Pajiști alpine și boreale, Lacuri eutrofice naturale cu vegetație de tip Magnopotamion sau Hydrocharition, Grohotișuri termofile și vest-mediteraneene, Pante stâncoase calcaroase cu vegetație casmofită, Râuri de munte și vegetația erbacee de pe malurile acestora, Formațiuni ierboase bogate în specii de Nardus, dezvoltate pe substraturi silicioase în zone montane (și în zone submontane, în Europa continentală), Pante stâncoase silicioase cu vegetație casmofită, Lespezi calcaroase.
La baza desemnării sitului se află mai multe specii protejate:
- plante (3): Buxbaumia viridis, papucul doamnei (Cypripedium calceolus), Mannia triandra
- păsări (18): minunița (Aegolius funereus), ciocârlie-de-câmp (Alauda arvensis), potârnichea de stâncă (Alectoris graeca saxatilis), acvilă de munte (Aquila chrysaetos), cocoșul de mesteacăn (Bonasa bonasia), caprimulg (Caprimulgus europaeus), prepeliță (Coturnix coturnix), ciocănitoare neagră (Dryocopus martius), șoim călător (Falco peregrinus), becațină comună (Gallinago gallinago), Lagopus muta helvetica, sfrâncioc roșiatic (Lanius collurio), viespar (Pernis apivorus), ciocănitoare de munte (Picoides tridactylus), ciocănitoare verzuie (Picus canus), sitar de pădure (Scolopax rusticola), sturz (Turdus pilaris), sturzul de vâsc (Turdus viscivorus)
- amfibieni (1): izvoraș-cu-burta-galbenă (Bombina variegata)
- mamifere (1): liliac cârn (Barbastella barbastellus)
- nevertebrate (3): Vertigo angustior, Vertigo genesii, Vertigo geyeri

Pe lângă speciile protejate, pe teritoriul sitului au mai fost identificate 78 de specii de plante, 16 specii de păsări, 2 specii de amfibieni, 11 specii de mamifere, 1 specie de nevertebrate, 4 specii de reptile.